# Nati nel 2002/Agosto
| Questa pagina contiene informazioni ricavate automaticamente dalle voci biografiche con l'ausilio del template Bio e di un bot. L'aggiornamento è periodico e automatico e ricostruisce completamente la pagina. Se manca una persona in questa lista, sei pregato di non aggiungerla, ma accertati piuttosto che la sua voce biografica contenga il template Bio e che i dati anagrafici siano correttamente compilati. Se il template Bio manca, inseriscilo tu stesso o, in alternativa, metti l'avviso {{tmp\|Bio}} che ne segnala la mancanza. Se i dati riportati sono sbagliati, correggi direttamente la voce biografica; le modifiche saranno visibili in questa lista entro pochi giorni. Per chiarimenti vedi il progetto biografie. La lista contiene solo le 187 persone che sono citate nell'enciclopedia e per le quali è stato implementato correttamente il template Bio. Pagina aggiornata al 18 ago 2025. |

- 1º agosto - Daniela Dejori, combinatista nordica e ex saltatrice con gli sci italiana
- 1º agosto - Alejandro Francés, calciatore spagnolo
- 1º agosto - Dominik Kocsis, calciatore ungherese
- 1º agosto - Oona Laurence, attrice statunitense
- 1º agosto - Lin Yanhan, sincronetta cinese
- 1º agosto - Lin Yanjun, sincronetta cinese
- 1º agosto - Matea Nikolić, cestista macedone
- 1º agosto - Anne-Marie Padurariu, ginnasta canadese
- 1º agosto - Nick Page, sciatore freestyle statunitense
- 1º agosto - Patric Åslund, calciatore svedese
- 1º agosto - Çağla Şimşek, attrice turca
- 2 agosto - Festy Ebosele, calciatore irlandese
- 2 agosto - Ralph Priso, calciatore canadese
- 2 agosto - Apostolos Kōnstantopoulos, calciatore greco
- 2 agosto - Noam Malmoud, calciatore israeliano
- 2 agosto - Fran Miholjević, ciclista su strada croato
- 2 agosto - Suphanat Mueanta, calciatore thailandese
- 2 agosto - Fabrizio Peralta, calciatore paraguaiano
- 2 agosto - Talles Macedo Toledo Costa, calciatore brasiliano
- 3 agosto - Tadese Takele, siepista, mezzofondista e maratoneta etiope
- 4 agosto - Eskil Edh, calciatore norvegese
- 4 agosto - Delmar Glaze, giocatore di football americano statunitense
- 4 agosto - Manuel González, pilota motociclistico spagnolo
- 4 agosto - Mikkel Remsøy, sciatore alpino norvegese
- 5 agosto - Mitar Ergelaš, calciatore serbo
- 5 agosto - Otto Hindrich, calciatore rumeno
- 5 agosto - Lenny Krieg, giocatore di football americano tedesco
- 5 agosto - Matthew Strazel, cestista francese
- 6 agosto - Nessa Barrett, cantante statunitense
- 6 agosto - Tobías Cervera, calciatore argentino
- 6 agosto - Tommy Conway, calciatore scozzese
- 6 agosto - Nejc Gradišar, calciatore sloveno
- 6 agosto - Uta Kobayashi, nuotatrice artistica giapponese
- 6 agosto - Naby Oularé, calciatore guineano
- 6 agosto - Martina Spinelli, cestista italiana
- 6 agosto - Dušan Vuković, calciatore montenegrino
- 7 agosto - Juhann Begarin, cestista francese
- 7 agosto - Jean Botué, calciatore burkinabé
- 7 agosto - Kiril Fesjun, calciatore ucraino
- 7 agosto - Abdoul Moumouni, calciatore nigerino
- 7 agosto - Fredrik Oppegård, calciatore norvegese
- 8 agosto - Fisnik Asllani, calciatore kosovaro
- 8 agosto - Chang Bingyu, giocatore di snooker cinese
- 8 agosto - Alexander González, calciatore uruguaiano
- 8 agosto - Nemanja Jović, calciatore bosniaco
- 8 agosto - Marco Kana, calciatore congolese (Repubblica Democratica del Congo)
- 8 agosto - Polina Matveeva, pallavolista russa
- 8 agosto - Nayel Mehssatou, calciatore cileno
- 8 agosto - Lisa Nyberg, sciatrice alpina svedese
- 8 agosto - Katie Robinson, calciatrice inglese
- 8 agosto - KJ Simpson, cestista statunitense
- 8 agosto - Rodolfo Sulia, calciatore portoricano
- 9 agosto - Owen Beck, calciatore gallese
- 9 agosto - Jaden Montnor, calciatore surinamese
- 9 agosto - Robin Østrøm, calciatore norvegese
- 9 agosto - Malik Pinto, calciatore statunitense
- 9 agosto - Kendahl Roufa, sciatrice alpina statunitense
- 9 agosto - Carl Fred Sainté, calciatore haitiano
- 10 agosto - Marco Abbruzzese, sciatore alpino italiano
- 10 agosto - Iker Benito, calciatore spagnolo
- 10 agosto - Carlos Eduardo Borges Parente, calciatore brasiliano
- 10 agosto - Gabriele Casadei, canoista italiano
- 10 agosto - Nikol Milanova, pallavolista bulgara
- 11 agosto - Marvin Harrison Jr., giocatore di football americano statunitense
- 11 agosto - Yōta Komi, calciatore giapponese
- 11 agosto - Gustavo Martins, calciatore brasiliano
- 11 agosto - Muhamet Ramadani, pesista e discobolo kosovaro
- 11 agosto - Hiroki Sekine, calciatore giapponese
- 12 agosto - Jamir Berdecio, calciatore boliviano
- 12 agosto - Giorgia Cesarini, arciera sammarinese
- 12 agosto - Max Malsiner, sciatore alpino italiano
- 12 agosto - Joël Schingtienne, calciatore belga
- 12 agosto - Madžid Šošić, calciatore bosniaco
- 13 agosto - André Amaro, calciatore portoghese
- 13 agosto - Andu Kelati, calciatore tedesco
- 13 agosto - Ben Old, calciatore neozelandese
- 13 agosto - Satoshi Tanaka, calciatore giapponese
- 13 agosto - Athanasios Tsirikos, tuffatore greco
- 13 agosto - Levin Winkler, calciatore svizzero
- 13 agosto - Michal Ševčík, calciatore ceco
- 14 agosto - Kenneth Lofton, cestista statunitense
- 14 agosto - Santiago Muñoz, calciatore messicano
- 14 agosto - Ruby Remati, nuotatrice artistica statunitense
- 14 agosto - Nicola Siciliano, rapper, produttore discografico e fonico italiano
- 15 agosto - Ibrahima Breze Fofana, calciatore guineano
- 15 agosto - DaRon Holmes II, cestista statunitense
- 15 agosto - Stefan Mitrović, calciatore serbo
- 15 agosto - Martin Petkov, calciatore bulgaro
- 16 agosto - Oscar, rapper rumeno
- 16 agosto - Emma Graziani, pallavolista italiana
- 16 agosto - Jaden Hicks, giocatore di football americano statunitense
- 16 agosto - Hwang Jae-won, calciatore sudcoreano
- 16 agosto - Talia Ryder, attrice statunitense
- 16 agosto - Dominic Stricker, tennista svizzero
- 17 agosto - Charlie Cresswell, calciatore inglese
- 17 agosto - Valentin Foubert, saltatore con gli sci francese
- 17 agosto - Oscar Uddenäs, calciatore svedese
- 18 agosto - Janis Antiste, calciatore francese
- 18 agosto - Andrea Contadini, calciatore sammarinese
- 18 agosto - Amar Dedić, calciatore bosniaco
- 18 agosto - Nikita Krivcov, calciatore russo
- 18 agosto - Jade Melbourne, cestista australiana
- 18 agosto - Mohamed Nasraoui, calciatore tunisino
- 18 agosto - Klavdia, cantante greca
- 18 agosto - Jevhen Pavljuk, calciatore ucraino
- 18 agosto - Midana Cassamá, calciatore guineense
- 18 agosto - Bart Verbruggen, calciatore olandese
- 19 agosto - Warner Brown, calciatore giamaicano
- 19 agosto - Gaia Buso, rugbista a 15 italiana
- 19 agosto - Svenja Fölmli, calciatrice svizzera
- 19 agosto - Tayvon Gray, calciatore statunitense
- 19 agosto - Bucky Irving, giocatore di football americano statunitense
- 19 agosto - Vinicius Mello, calciatore brasiliano
- 19 agosto - Nathan Mendes, calciatore brasiliano
- 19 agosto - Raphaelle Plante, nuotatrice artistica canadese
- 19 agosto - Jesse Randall, calciatore neozelandese
- 19 agosto - Albert Rosas, calciatore andorrano
- 19 agosto - Adrian Zeljković, calciatore sloveno
- 19 agosto - Afonso Rodrigues, calciatore portoghese
- 20 agosto - Tobias Lund Andresen, ciclista su strada e pistard danese
- 20 agosto - Felix Blohberger, scacchista austriaco
- 20 agosto - Lilian Egloff, calciatore tedesco
- 20 agosto - Joshua Liendo, nuotatore canadese
- 20 agosto - Metodi Maksimov, calciatore macedone
- 20 agosto - Tommaso Menoncello, rugbista a 15 italiano
- 20 agosto - Jenny Nowak, combinatista nordica tedesca
- 20 agosto - Nelson Quiñónes, calciatore colombiano
- 20 agosto - Jesper Wahlqvist, sciatore alpino norvegese
- 20 agosto - Raphaël Marc Yapéndé, calciatore centrafricano
- 21 agosto - Nathaniel Adjei, calciatore ghanese
- 21 agosto - Ebenezer Annan, calciatore ghanese
- 21 agosto - Daniel Fila, calciatore ceco
- 21 agosto - Alexandros Nikolaidīs, cestista greco
- 21 agosto - Anna Monta Olek, judoka tedesca
- 21 agosto - Zion Suzuki, calciatore giapponese
- 22 agosto - Andrei Bani, calciatore giordano
- 22 agosto - Kenza Chapelle, calciatrice francese
- 22 agosto - Jefferson Cáceres, calciatore peruviano
- 22 agosto - Talitha Diggs, velocista statunitense
- 22 agosto - Tyler Forbes, calciatore anglo-verginiano
- 22 agosto - Emily Whelan, calciatrice irlandese
- 23 agosto - Nabil Aberdin, calciatore francese
- 23 agosto - Arthur Cazaux, tennista francese
- 23 agosto - Adam Obert, calciatore slovacco
- 23 agosto - Adam Stejskal, calciatore ceco
- 24 agosto - Mike Miles, cestista statunitense
- 24 agosto - Miloš Pantović, calciatore serbo
- 25 agosto - Carlos Airala, calciatore argentino
- 25 agosto - Loveth Omoruyi, pallavolista italiana
- 25 agosto - Kaito Suzuki, calciatore giapponese
- 25 agosto - Gianmaria, cantautore italiano
- 25 agosto - BoyWithUke, cantante sudcoreano
- 25 agosto - Gerard Yepes, calciatore spagnolo
- 26 agosto - Dilane Bakwa, calciatore francese
- 26 agosto - Tommaso Barbieri, calciatore italiano
- 26 agosto - Kays Ruiz-Atil, calciatore francese
- 26 agosto - Lil Tecca, rapper statunitense
- 26 agosto - Angelina Simakova, ginnasta russa
- 26 agosto - JT Thor, cestista statunitense
- 26 agosto - Kerim Çalhanoğlu, calciatore tedesco
- 27 agosto - Marco Brenner, ciclista su strada tedesco
- 27 agosto - Velimir Ivić, scacchista serbo
- 27 agosto - Jonathan Mutombo Mawesi, calciatore francese
- 28 agosto - Facundo Farías, calciatore argentino
- 28 agosto - Iōsīf Koloveros, cestista greco
- 28 agosto - Ricardo Fernandes, calciatore saotomense
- 28 agosto - Rodrigo Pinheiro, calciatore portoghese
- 28 agosto - Amos Serem, siepista keniano
- 28 agosto - Steven Sserwadda, calciatore ugandese
- 28 agosto - Rogério Fernandes, calciatore saotomense
- 29 agosto - Rhasidat Adeleke, velocista irlandese
- 29 agosto - Connor Barron, calciatore scozzese
- 29 agosto - Destiny Chukunyere, cantante maltese
- 29 agosto - Tormod Frostad, sciatore freestyle norvegese
- 29 agosto - Michela Giordano, calciatrice italiana
- 29 agosto - Philip Hoffmann, sciatore alpino austriaco
- 29 agosto - Will Shipley, giocatore di football americano statunitense
- 30 agosto - Fábio Carvalho, calciatore portoghese
- 30 agosto - Paige Jones, saltatrice con gli sci statunitense
- 30 agosto - Drake Maye, giocatore di football americano statunitense
- 30 agosto - Caitlin McGuinness, calciatrice nordirlandese
- 30 agosto - Sandry, calciatore brasiliano
- 31 agosto - Jayden Braaf, calciatore olandese
- 31 agosto - Ian Fray, calciatore giamaicano
- 31 agosto - Jer'Zhan Newton, giocatore di football americano statunitense
- 31 agosto - Anastasija Smirnova, sciatrice freestyle russa
- 31 agosto - Danila Suchomlinov, calciatore russo